# Дело Никиты Журавеля
Дело Никиты Журавеля — уголовное дело в России об «оскорблении чувств верующих» в связи с размещением в Интернете 19 мая 2023 года видеоролика, на котором неизвестный держит в руках горящий Коран, а на заднем плане видна Волгоградская соборная мечеть. 
По поручению главы Следственного комитета Российской Федерации Александра Бастрыкина уголовное дело было передано чеченскому управлению ведомства, после чего Никиту Журавеля этапировали в Грозный, где его избил Адам Кадыров, сын главы Чеченской Республики Рамзана Кадырова.
27 февраля 2024 года Никита Журавель был приговорён к 3,5 годам лишения свободы в исправительной колонии общего режима.

## Личность
Никита Журавель родился 25 января 2004 года в городе Севастополе. Учился в Севастопольском президентском кадетском училище. Позднее поступил в филиал Волгоградского социально-педагогического университета в Севастополе, откуда затем перевёлся в Волгоград. Проживал на съёмной квартире в Ворошиловском районе, а в свободное от учёбы время работал доставщиком.

## Ход событий
19 мая 2023 года в Telegram-канале «Утро Дагестан» появился видеоролик, на котором неизвестный держит в руках горящий Коран, а на заднем плане видна Волгоградская соборная мечеть. В дальнейшем ролик быстро распространился по социальным сетям.
20 мая 2023 года Следственный комитет РФ сообщил, что в Волгоградской области был задержан местный житель Никита Журавель, подозреваемый в совершении преступления, предусмотренного ч. 2 ст.148 УК РФ (публичные действия, выражающие явное неуважение к обществу и совершённые в целях оскорбления религиозных чувств верующих). СКР сообщил, что Журавель дал показания, что он осуществил акцию с сожжением Корана по указанию спецслужб Украины за вознаграждение в 10 тысяч рублей, в последующем передал видеозапись сотруднику СБУ, а также сообщил о своей причастности к видеосъёмке военных объектов.
21 мая 2023 года Следственный комитет РФ сообщил, что по решению Председателя СК России Александра Бастрыкина уголовное дело в отношении Никиты Журавеля передано для дальнейшего расследования в следственное управление СК России по Чеченской Республике в связи с «многочисленными обращениями жителей Чеченской Республики с просьбой признать их потерпевшими». В тот же день министр юстиции России Константин Чуйченко заявил, что Журавель должен отбывать наказание в регионе с преимущественно мусульманским населением, поскольку «это будет способствовать уважению к религии и религиозным чувствам верующих в нашей многонациональной и многоконфессиональной стране».
22 мая 2023 года Центральный районный суд Волгограда избрал Никите Журавелю меру пресечения в виде содержания под стражей. Перед заседанием суда об избрании меры пресечения Журавель заявил журналистам: «Я прошу прощения у всех мусульман. Мой поступок был очень плохой. Мне очень стыдно перед всеми мусульманами мира».
Глава Чечни Рамзан Кадыров заявил:

Вопиющий случай с сожжением Корана в Волгограде, организованный украинскими спецслужбами, вызвал огромное возмущение в мусульманском обществе. В Грозном около 60 000 человек пришли на митинг, чтобы выразить своё негодование этим кощунственным актом и выразить свою жесткую позицию. Чеченцы и весь мусульманский мир не станут молча терпеть преступления по отношению к исламу, которые организуются приспешниками сатанинского Запада и Европы. Организовав в Волгограде эту циничную провокацию, украинские спецслужбы и их западные покровители только укрепили наше желание громить прислужников Иблиса — сатанистов и шайтанов.

Адвокат Журавеля Александр Серебренников сообщил, что 26 мая 2023 года Журавеля этапировали в Грозный и что там у него будет новый адвокат по назначению. При прибытии Журавеля у здания СИЗО Грозного вдоль дороги выстроились сотни мужчин с плакатами, выкрикивавших в его адрес проклятья.
27 февраля 2024 года Висаитовский районный суд Грозного признал Никиту Журавеля виновным в оскорблении чувств верующих (ч. 2 ст. 148 УК РФ) и хулиганстве (ч. 2 ст. 213 УК РФ) и приговорил к 3,5 годам лишения свободы в колонии общего режима.

## Избиение в СИЗО
16 августа 2023 года уполномоченный по правам человека в России Татьяна Москалькова рассказала, что к ней поступило заявление Никиты Журавеля о том, что во время посещения в следственном изоляторе его избил сын главы Чеченской Республики Адам Кадыров. Москалькова попросила уполномоченного по правам человека Чечни Мансура Солтаева провести проверку. Солтаев сообщил, что, по словам Журавеля, к нему в изолятор пришёл лично Рамзан Кадыров, а затем его избил 15-летний сын Рамзана Адам. 
Член Совета при Президенте РФ по развитию гражданского общества и правам человека Ева Меркачёва после этого обратилась к главе ФСИН России Аркадию Гостеву с просьбой срочно перевести Никиту Журавеля в учреждение ФСИН другого региона и провести проверку, на каком основании в период содержания под стражей к нему получили доступ лица, не имеющие отношения к следствию и не пользующиеся, по закону, правом общения с подследственными. Она подчеркнула, что публичные высказывания чеченских политиков подтверждают, что Никита Журавель действительно был избит в СИЗО. 
25 сентября 2023 года глава Чечни Рамзан Кадыров опубликовал в своём Telegram-канале видео, на котором его сын Адам Кадыров избивает Никиту Журавеля. При этом Рамзан Кадыров написал: «Побил и правильно сделал. Более того, я считаю, что посягнувший на любое Священное Писание, в том числе демонстративно сжигающий его, оскорбивший этим десятки миллионов граждан нашей большой страны, должен понести суровое наказание», — и добавил, что гордится поступком сына. 
4 октября 2023 года было сообщено, что сотрудники отдела полиции № 1 Ахматовского района Грозного начали проверку, чтобы установить, были ли в действиях Адама Кадырова какие-либо нарушения законодательства.
Затем было сообщено, что в возбуждении уголовного дела в отношении Адама Кадырова отказано из-за его возраста — ему 15 лет, а ответственность за подобные преступления наступает с 16 лет. 

### Реакция на избиение
Депутат Государственной Думы Адам Делимханов написал в Telegram:

Депутаты Государственной думы, сенаторы Российской Федерации от Чеченской Республики и я лично поддерживаем Адама Рамзановича ❬…❭. Он показал пример патриотизма и стремления защитить религию и наши святыни. Учитывая гнусное преступление этого нелюдя Журавеля, Адам поступил очень даже гуманно, оставив его в живых. За такие деяния люди заслуживают самого жёсткого наказания.

Аналогично высказался в Telegram и председатель Парламента Чеченской Республики Магомед Даудов:

Адам и не мог поступить по-другому. ❬…❭ Мы не просто его понимаем, а горячо поддерживаем и одобряем! Адам плоть от плоти великого рода Кадыровых. Он достойно продолжает традиции защитника родины и бескомпромиссного борца со злом!

Общественное движение «Патриоты России» в конце сентября 2023 года опубликовало статью, в которой похвалило Адама Кадырова, а Никиту Журавеля назвало предателем, для которого «в военное время есть только один закон, закон военного времени». В статье также говорится, что «если бы каждый русский солдат отстаивал свои идеалы так же бескомпромиссно, как сын Рамзана Ахматовича, то возможно батальону Ахмат не пришлось бы пинками загонять солдат ВС РФ на поле боя».

## Приговор
27 февраля 2024 года Висаитовский районный суд Грозного признал Никиту Журавеля виновным в оскорблении чувств верующих (ч. 2 ст. 148 УК РФ) и хулиганстве (ч. 2 ст. 213 УК РФ) и приговорил его к 3,5 годам лишения свободы в исправительной колонии общего режима.
25 ноября 2024 года по новому уголовному делу (о «госизмене») Никиту Журавеля приговорили к 13,5 годам лишения свободы в исправительной колонии строгого режима.